# Морски шапчици
Морските шапчици (Neomphalus) са род коремоноги от семейство Neomphalidae.
Таксонът е описан за пръв път от Джеймс Хамилтън Маклийн през 1981 година.

## Видове
- Neomphalus fretterae